# Union sportive Marseille Endoume Catalans
El Union sportive Marseille Endoume Catalans (USMEC), abreviado US Marseille Endoume, es un equipo de fútbol de Francia que juega en el Championnat National 3, la quinta división de fútbol en el país.

## Historia
Fue fundado en el año 1925 en el poblado de Endoume de Marsella y es el tercer equipo en importancia en Marsella por debajo del Olympique Marseille y el GS Consolat. En 1979 se fisiona con el FC Catalans y surge el USMEC y en el año 1988 llega a la ronda de 32 en la Copa de Francia donde es eliminado por el AS Cannes. Su uniforme es similar al del AC Milan de Italia.
En la temporada de 1990/91 llega al Championnat National, liga en la que estuvo por tres temporadas consecutivas hasta su descenso en 1993. En 1996 llega a la fase de 32 de la Copa de Francia por segunda vez, perdiendo ante el Olympique de Marseille 0-2 en el Stade Velodrome ante más de diez mil espectadores, y un año después llegan al Championnat de France Amateur como uno de los equipos fundadores de la liga.
El club juega las 10 primeras temporadas de la liga hasta que desciende en la temporada 2006/07, donde experimente una caída libre que lo lleva a jugar en la tercera división regional en 2014.
En 2016 logra el ascenso al Championnat National 3, y un año después consigue el ascenso al Championnat National 2.

## Palmarés
- Championnat de France de CFA 2 / National 3 (D5): 3

2001, 2005, 2018.
- DH Méditerranée: 1

1988.
- DHR Méditerranée: 3

1985, 1987, 1996.
- PHA Méditerranée: 1

1984.
- Coupe de Provence: 4

1990, 2003, 2005, 2017.

## Jugadores

### Jugadores destacados
| - Étienne Sansonetti - José Anigo - Jean-Charles De Bono - Jacques Rémy - Léon Galli - Michel Flos | - Laurent Spinosi - Jacques Abardonado - Steeve Elana - Lucien Cossou - Franck Zíngaro - Jairzinho Cardoso | - Didier Samoun - Éric Lada - Rémy Fournier - Marcel De Falco - Rémi Sergio - Didier Wacouboué |

## Entrenadores
| Nombre                       | Periodo              |
| ---------------------------- | -------------------- |
| ?                            | 1925 - 1989          |
| Léon Galli                   | 1982 - 1990          |
| Rolland Courbis              | 1991 - 1992          |
| Jean-Marc Pilorget           | 1992 - 1993          |
| José Anigo                   | 1995 - 1997          |
| Léon Galli                   | 1997 - 1999          |
| Léon Galli & Didier Camizuli | 1999 - 2000          |
| Didier Camizuli              | 2000 - 2002          |
| Jean-Luc Cassini             | 2002 - 2003          |
| Didier Camizuli              | 2003 - 2004          |
| Bernard Rodriguez            | 2004 - 2005          |
| Jean Castaneda               | 2005 - feb. 2007     |
| Bernard Rodriguez            | feb. 2007 - jun 2007 |
| Thomas Videau                | 2007 - mar 2008      |
| Jean-Pierre Luongo           | mar 2008 - jun 2008  |
| Jean-Luc Cassini             | 2008 - 2009          |
| Didier Camizuli              | 2009 - 2011          |
| Régis Gandolfo               | 2011 - 2012          |
| David Larsonnier             | 2012 - may 2013      |
| Noël Sciortino               | 2013 - 2014          |
| Stéphane Haro                | 2014 - 2015          |
| Bruno Sardi                  | 2015 - nov. 2016     |
| Didier Samoun                | nov. 2016 - mar 2017 |
| Grégory Poirier              | mar 2017             |